# جرم افزوده (جرم مجازی)
مفهوم جرم افزوده(به انگلیسی: added mass) یا جرم مجازی (virtual mass) را برای اولین بار فردریش بسل در سال ۱۸۲۸ با الهام از حرکت پاندولی که در یک سیال نوسان می‌کند ارائه کرد.
در مکانیک سیالات هنگامی که جامدی داخل یک سیال دارای حرکت شتاب‌دار باشد حرکت آن جامد تحت تأثیر حرکت سیال خواهد بود یعنی اگر جامدی با حجم v در یک سیال حرکت کند سیال باید به اندازهٔ حجم v جابجا شود تا جسم بتواند به حرکت خود ادامه دهد و این باعث می‌شود تا اینرسی اضافه‌ای را در محاسبات برای جرم آن جامد در نظر بگیریم که به آن جرم افزوده یا جرم مجازی می‌گویند.
توجه کنید که جرم افزوده غیرلزج بوده و ربطی به اصطکاک ندارد.
ضریب جرم افزوده یک کمیت تانسوری مرتبه دوم و بدون بعد است که تابعی از شکل جامد است.

## کاربردهای جرم افزوده
1. در جریان‌های دوفاز که یکی از فازهای پایه مایع باشد مثل حرکت ذرات نانو در یک مایع یا حرکت حباب‌های هوا در آب
2. تعامل سازه با سیال
3. در اجسام شناور مثل حرکت کشتی در آب